# Tainan
Tainan (chinois traditionnel : 臺南 ; pinyin : Táinán) est une municipalité spéciale de Taïwan. Tainan a été fondée par la Compagnie néerlandaise des Indes orientales en tant que base commerciale sous le nom de Fort Zeelandia alors que les Pays-Bas contrôlaient Taïwan. Après que les colons ont été vaincus par Koxinga en 1661, Tainan demeure la capitale du royaume de Tungning jusqu’en 1683, puis la capitale de la préfecture de Taïwan sous la dynastie Qing jusqu’en 1887, quand le centre administratif de l’île se déplace à Taipei. En 1895, l’éphémère république de Formose installe sa capitale à Tainan. L’ancien nom de Tainan, Tayouan, est considéré comme l’origine de l’appellation « Taïwan ». 
C’est également une cité d’une grande richesse culturelle, historique et culinaire, avec sa célèbre cuisine traditionnelle et sa cuisine de rue, ses rites taoïstes préservés et ses traditions locales. La ville accueille le premier temple-école confucianiste de Taïwan, construit en 1665. On y trouve plus de temples bouddhistes et taoïstes que dans n’importe quelle autre ville de Taïwan.

## Histoire
Les recherches archéologiques dans le village de Zuozhen suggèrent que la région de Tainan est habitée depuis au moins 20 000 à 31 000 ans. Les indigènes Siraya dominent les environs jusqu’au XVIe siècle. Le peuple Sakam, sous-tribu des Sinkan, était implanté sur l’aire de la ville actuelle. D’autres sous-tribus Sinkan habitaient autour, comme les Soelangh, les Mattauw et les Baccloangh.
À la fin du XVIe siècle, des marchands et des pêcheurs chinois installent plusieurs bases le long de la côte ouest de l’île, dont une sur une bande de sable le long de la mer intérieure Taikang, au large de la baie de village Sakam (aujourd’hui, Fort Provintia). Les Chinois adoptent le nom Taioan (aujourd’hui Anping) comme nom pour cette bande de sable. Au nord de Taioan, le long de la côte près de Bassemboy, des commerçants japonais établissent des comptoirs pour échanger avec la Chine. Ces marchands, chinois et japonais, font également des affaires avec le peuple Sirayan. Du sel et de la nourriture sont échangés contre des peaux et de la viande de cerf. Le peuple Sirayan se retrouve sous influences chinoise et japonaise, modifiant sa culture et son style de vie. Les autochtones se mettent à utiliser des mots chinois dans leur langue, et usent des tanto japonais dans leurs rituels. À l’arrivée des Européens, l’influence des marchands chinois et japonais est majeure.

### Colonie néerlandaise
Précédemment, les Néerlandais avaient tenté, sans succès, de prendre le contrôle de Macao puis des îles Pescadores. En juillet 1622, Cornelis Reyersz, marchand de textile de la Compagnie néerlandaise des Indes orientales, débarque à Taïwan à la recherche d’un lieu favorable à l’édification d’un avant-poste commercial. En 1624, il établit un petit fort appelé « Orange » sur la péninsule ensablée de Tayouan (Anping). Le fort est ensuite agrandi et renommé Fort Zeelandia. La colonie sert à l’origine comme base avancée pour attaquer les rivaux espagnols pour commercer avec la Chine et Batavia en Indonésie. Plus tard, il sert de point de contact entre la Chine, le Japon et l’Europe. Sous le commandement de Pieter Nuyts (1627-29), la colonie connaît de nombreuses frictions entre marchands néerlandais et japonais, si bien que le gouverneur Nuyts est finalement pris en otage par un commerçant japonais, Hamada Yahee.
La pacification de Formose est rapidement mise en œuvre, consistant en une série d’actions militaires et de manœuvres diplomatiques en 1635 et 1636 afin de pacifier les villages aborigènes hostiles dans la région sud-ouest de l’île. En 1642, les Néerlandais obtiennent la reddition de la garnison espagnole à Santisima Trinidad (en), proche de Keelung. La Compagnie néerlandaise des Indes orientales est la première à prendre le contrôle de l’intégralité du territoire de Formose, avec Fort Zeelandia comme siège du gouvernement.
Des tensions éclatent entre Néerlandais et habitants chinois de Taïwan à cause de la forte taxation et aux pillages opérés par les Néerlandais contre la dynastie Ming alors que celle-ci est au bord de l’effondrement. Ces tensions débouchent en une brève mais sanglante rébellion en 1652. Les colons ne parviennent à venir à bout de l’insurrection que grâce à l’aide des autochtones Sinkan.
La colonie à côté de Fort Zeelandia s’accroît sous l’influence néerlandaise. En 1653, l’administration coloniale bâtit une nouvelle forteresse, Fort Provintia, dans l’aire Sakam, au centre d’une colonie agricole. Les Néerlandais encouragent les paysans chinois à migrer à Taïwan pour s’occuper des plantations de riz et de canne à sucre.

### Royaume de Tungning
Koxinga (aussi connu sous le nom Zheng Chenggong) est un amiral et un loyaliste Ming. En 1661, Koxinga attaque les colonies néerlandaises de Taïwan et après un siège de neuf mois contre Fort Zeelandia, le gouverneur de Formose, Frederick Coyett, se rend le 1er février 1662. Cette reddition met un terme à 38 ans de domination néerlandaise sur Taïwan. Koxinga s’emploie ensuite à transformer Taïwan en une base arrière afin de permettre aux loyalistes de restaurer la dynastie Ming en Chine.
Fort Provintia est renommé Tungtu, et Fort Zeelandia devient Anping. Koxinga installe des colonies militaires dans les plaines alentour afin de nourrir ses troupes. Les nombreuses banlieues entourant Tainan aujourd’hui et dont les noms incluent « Ying », « Jia » ou « Tian » ont été fondées lors de cet événement. Après la mort de Koxinga en 1662, son fils Zheng Jing change le nom Dongdu en Dong Ning. Son premier ministre, Chen Yonghua, introduit la bureaucratie chinoise, construit le premier temple confucianiste de l’île, et change les méthodes de production de sel le long des côtes. Les Britanniques sont invités à ouvrir un comptoir commercial à Anping afin que le commerce entre Taïwan, le Japon et l’Asie du sud-ouest se poursuive.

### Dynastie Qing

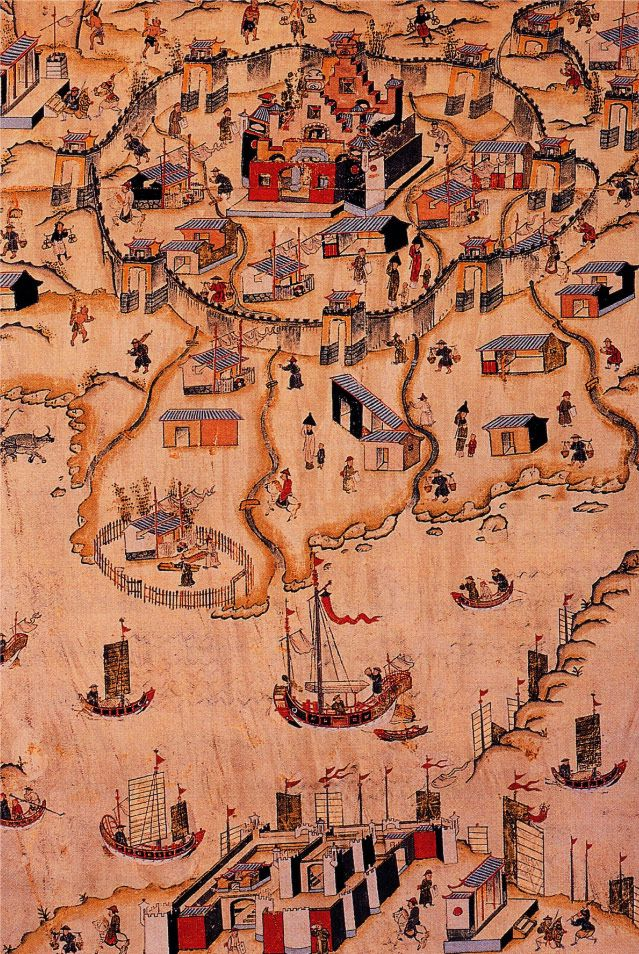
Tainan au XVIIIe siècle

La mort de Zheng Jing en 1681 entraîne une crise de succession. Voyant l’avantage à tirer de la situation, le 17 juillet 1683, l’amiral Shi Lang, à la tête d’une flotte Qing, défait l’armada Tungning lors de la bataille des Pescadores. Le surlendemain, les troupes chinoises débarquent à Tungning sans rencontrer de résistance. En 1684, le royaume est incorporé dans la province du Fujian de l’empire Qing. La préfecture de Taïwan est établie, avec comme chef-lieu Taiwan-fu, actuelle Tainan.
En 1721, des paysans chinois et des tribus indigènes défient le gouvernement Qing. Les rebelles, menés par Zhu Yigui, capturent Tainan sans même combattre, mais peu de temps après des troubles éclatent alors que les révoltés s’entredéchirent. Ce n’est qu’après l’arrivée d’une armée dépêchée par le gouvernement Qing depuis la Chine continentale que l’ordre est restauré. Zhu est capturé et exécuté.  Alors que les lois Qing interdisent la construction de remparts autour des villes à Taïwan, les autorités décident de créer des défenses autour de la ville en faisant pousser des bambous autour du périmètre. Après plusieurs autres soulèvements, une véritable enceinte défensive est mise sur pied à la fin des années 1780.
Une inondation en 1823 charrie de grandes quantités de limon dans les champs alentour, formant une nouvelle plaine fertile à travers la baie de Taijiang entre Tainan et Anping. Un réseau de canaux appelé Go-tiau-kang (五條港 ; Pe̍h-ōe-jī : Gō͘-tiâu-káng) est construit afin de garder le port de Tainan fonctionnel tout en empêchant aux trop larges navires de pénétrer dans la baie.
Après 174 ans de restrictions commerciales avec les Européens, les Qing rouvrent le port d’Anping après le traité de Tianjin suivant la seconde guerre de l'opium en 1858. Un bureau des douanes est établi en 1864. Les marchands occidentaux construisent des comptoirs commerciaux près des ruines de Fort Zeelandia.

Après le meurtre de 54 marins japonais par des aborigènes Paiwan près de la pointe sud-ouest de Taïwan en 1871, l’expédition japonaise punitive de Taïwan de 1874 expose les faiblesses de la dynastie Qing pour garder le contrôle de l’île. Conscient de sa fragilité, la Chine envoie le commissaire impérial Shen Baozhen à Taïwan pour renforcer les défenses. À Tainan, Shen ne ménage pas sa peine pour moderniser les défenses, invitant notamment des ingénieurs français pour construire le château d'or éternel (en) (億載金城) à Erkunshen. Il recommande aussi la mise en place d’un câble de télégraphe entre Tainan et Amoy.

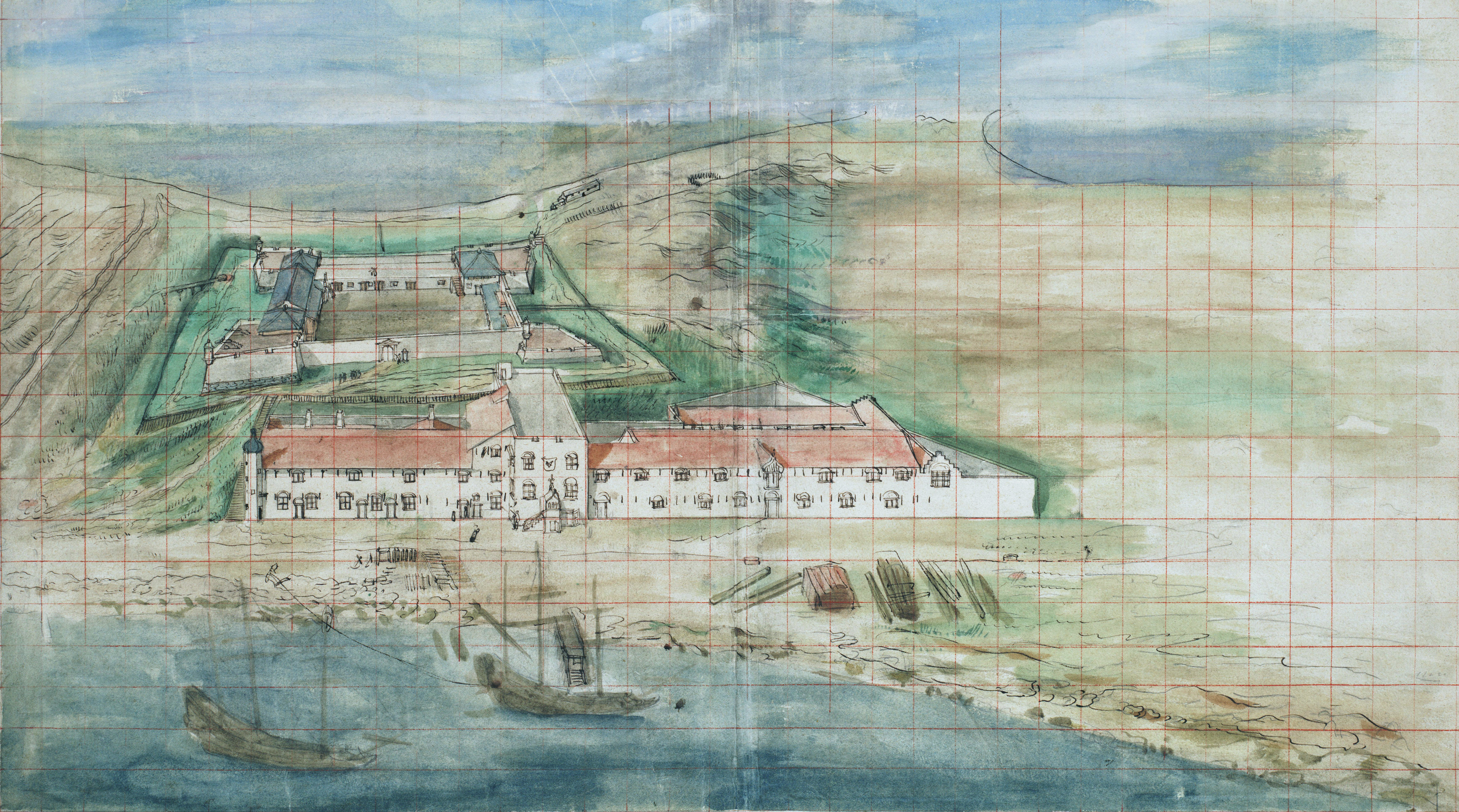
Le Fort Zeelandia, construit par les Néerlandais, dont les ruines peuvent être visitées à Anping

Après plus de 200 ans de développement, Tainan, aussi connue comme Taiwan-fu, est devenue la plus grande ville de Taïwan, en même temps qu’une cité chinoise avec une forte influence étrangère.
En 1885, le gouvernement Qing veut poursuivre l’essor de l’île, ce qui passe par la création de la province de Taïwan. La capitale de l’île est déplacée à Toatun (aujourd’hui Taïchung), et l’ancienne Taiwan-fu est renommée en Tainan(-fu), chef-lieu de la préfecture de Tainan.

### Domination japonaise
Conséquence de la défaite chinoise lors de la première guerre sino-japonaise de 1895, Taïwan et les îles Pescadores sont cédés au Japon lors du traité de Shimonoseki. La république de Formose est proclamée à Tainan en mai 1895 pour empêcher une occupation japonaise. Une armée nippone arrive à Tainan en octobre 1895. Liu Yongfu et les autres chefs républicains s’enfuient, laissant la ville sans défense. Un missionnaire écossais, Thomas Barclay (en), est choisi par les élites locales et les marchands étrangers pour négocier avec les Japonais les conditions d’entrée dans la ville. Ainsi, Tainan est occupée sans résistance de la part de la population. Sous occupation japonaise, Tainan est initialement administrée comme Tainan ken (臺南縣). Avec une population d’environ 50 000 habitants en 1904, Tainan est alors la ville la plus peuplée de Taïwan.
La révolte anti-japonaise connue sous le nom d’incident Tapani (en) se répand depuis Ta-pa-ni (aujourd’hui Yujing (en)) le 9 avril 1915. La révolte, menée par Yu Qingfang, est soutenue par les Chinois comme par les indigènes, mais elle est écrasée par les Japonais. De nombreux villages sont détruits et des milliers de personnes sont tuées durant la répression qui s’ensuivit. Yu Qingfang est capturé le 22 août 1915. Plus de 800 personnes sont condamnées à mort à Tainan. Une centaine est exécutée quand les autres sont graciés par le nouvel empereur Taishō. Le lieu du début de la rébellion, le temple Xilai à Tainan, est démoli. L’événement est un tournant dans la politique japonaise, qui abandonne la pacification forcée et met à présent l’accent sur la modernisation et l’intégration de Taïwan au sein de l’empire du Japon.
Les Japonais renomment la ville Tainan chō (臺南廳) en 1901, puis Tainan Shū (臺南州) en 1920. La préfecture de Tainan inclut les actuelles régions de Yunlin, Chiayi, et une large partie de la région de Tainan. Tainan sert alors de capitale. Les Japonais transforment la ville en construisant des infrastructures modernes, incluant des écoles, un tribunal, un hôtel-de-ville, de nouvelles installations de communication, un réseau ferré pour le fret comme pour les passagers, un nouveau canal remplaçant l’ancien Go-tiau-kang, un aéroport, un système d’irrigation entre Tainan et la région de Chiayi… Un plan d’urbanisme moderne est introduit, les vieilles rues et les remparts sont détruits et remplacés par de larges avenues.

### Après-guerre
La république de Chine prend le contrôle de Taïwan le 25 octobre 1945 à la fin de la Seconde Guerre mondiale. La ville de Tainan et le comté de Tainan sont établis et forment des entités séparées sous l’administration de la Province de Taïwan en 1946. Des émeutes urbaines ont lieu à Tainan lors de l’incident du 28 février 1947. Tang Te-chang (en), juriste d’origine japonaise qui met en place la « Commission sur l’incident du 28 février » et candidat populaire aux élections municipales, est accusé de séparatisme et est arrêté par l’armée nationaliste le 11 mars. Il est torturé et exécuté le jour suivant dans le parc en face de l’hôtel de ville de Tainan (maintenant appelé parc mémoriel Tang Te-chang). Tang est réhabilité de manière posthume par un tribunal peu de temps après. Comme d’autres régions de Taïwan, de nombreuses personnes ont été poursuivies pour leur opposition réelle ou supposée au Kuomintang (KMT, le parti nationaliste chinois) durant la Terreur blanche.
La ville connaît ses premières élections municipales en 1950. Dans les années 1960, Tainan est dépassée par Kaohsiung comme le centre économique du sud de Taïwan à cause du fort développement du port de Kaohsiung. Alors que la ville de Tainan connaît des difficultés tout au long de la seconde partie du XXe siècle, le comté, notamment la partie méridionale, bénéficie d’importants fonds gouvernementaux. La mise en service de l’autoroute nationale 1 est suivie par la construction de nombreux parcs industriels et d’aménagements routiers. En conséquence, la ville s’étend à l’intérieur des terres, au nord puis à l’est, puis dans les districts de Yongkang et de Rende.
En 1992, un projet de développement du district Ouest conduit à élargir Haian Road et construire une place souterraine conduit à la destruction de l’aire historique Go-tiau-kang. En conséquence, le district de Zhongzheng Road, auparavant le quartier commerçant le plus populaire de Tainan depuis l’époque japonaise, décline du fait de la mauvaise qualité de son environnement. Au milieu des années 1990 se déclenche une prise de conscience pour la préservation du patrimoine historique de Tainan. Depuis, le gouvernement et la société civile ont travaillé de concert pour protéger la richesse culturelle de la ville, entre autres à travers la revitalisation du vieux centre.
Suivant l’établissement du parc scientifique du sud de Taïwan en 1995, la banlieue de la ville a connu une rapide croissance de sa population dans les années 2000. La ville est devenue plus prospère après la finalisation de plusieurs projets majeurs d’infrastructures. Le centre de la ville s’est déplacé à l’est dans le milieu des années 1990, près des quartiers densément peuplés de l’est, du nord et de Yongkang.
Le 19 mars 2004, le président Chen Shui-bian est victime de coups de feu alors qu’il est en campagne pour sa réélection. Le 21 octobre 2008, le vice-président de l’ARATS, Zhang Mingqing, est blessé alors qu’il rencontre des manifestants au temple Confucius. La ville est fortement indépendantiste depuis la fin de la domination japonaise.
En 2010, la ville de Tainan fusionne avec le comté de Tainan, conduisant à la création à la municipalité spéciale de Tainan. Cette réorganisation du découpage administratif prend effet le 25 décembre 2010,.
Le 6 février 2016, la région est touchée par un séisme de magnitude 6.4, blessant 114 personnes et entraînant de forts dommages, incluant la chute d’immeubles.

## Géographie
Tainan est située dans la partie occidentale de Taïwan, au sud-ouest de l'île.

## Culture
Tainan est vue comme la capitale culturelle de Taïwan grâce à l’abondance de monuments historiques et à la culture particulière de ses habitants. La ville accueille des temples bouddhistes, taoïstes et des églises, dont la plupart sont parmi les plus anciens de l’île.

### Cultures traditionnelles
La vie des citoyens de Tainan est profondément liée aux dieux chinois et aux temples. Les parents amènent leurs enfants voir la « déesse tisseuse » (chinois : 七娘媽 ; Pe̍h-ōe-jī : Chhit-niû-má), la divinité des enfants, pour prier pour leur bonne santé. Traditionnellement, les Chinois atteignent l’âge adulte à 20 ans. A Tainan au contraire, la cérémonie de majorité se fait au cours de la 16e année, lors du septième jour du septième mois du calendrier lunaire, lors de l’anniversaire de la déesse. Cette fête est une particularité de la ville, et dans le passé, les familles ayant des enfants travaillant dans le port profitaient de la cérémonie pour exiger des employeurs une paie « adulte » pour leur progéniture.
Avant un examen, il n’est pas rare que les candidats se rendent au temple de Wenchangdijun, le dieu de la littérature, afin de prier pour leur succès. Un des temples Wenchang se trouve au sommet du Fort Provintia. De nombreux élèves de dernière année de lycée vont au temple en juin, avant les examens. Ceux souhaitant un mariage heureux se tournent vers Yue Lao, le Vieillard sous la lune, dieu des mariages. Les raisons qui poussent la population à se rendre au temple sont nombreuses : du simple souhait de bonne chance à la célébration de l’anniversaire d’un dieu.
Une cérémonie de mariage à Tainan est un processus complexe qui est extrêmement codifié. Les mariés doivent préparer 12 cadeaux spécifiques aux significations précises durant leurs fiançailles, et plus encore pendant le mariage.
Les habitants d’Anping utilisent un symbole spécial, l’épée léonine, qui est censée éloigner les mauvais esprits. Sous le régime de Zheng, Anping était un des principaux ports de Koxinga. Quand les soldats revenaient à la maison après une sortie militaire, ils posaient un bouclier orné d’un lion sur la porte de leur résidence et inséraient une épée cruciforme dans la gueule du lion. Cette tradition est donc toujours respectée, le lion était vu comme un symbole de sécurité.

### Cuisine de Tainan
De nombreux plats de la cuisine de Taïwan sont originaires de Tainan. Tainan ayant été le cœur de la production sucrière de l’île, la cuisine locale est plus sucrée qu’ailleurs. Par exemple, la soupe aux anguilles à un goût distinctif acidulé et doux. Les plats à base de poisson-lait sont très populaires à Tainan, où les locaux en parlent comme le « poisson de Koxinga » (chinois : 國姓魚 ; Pe̍h-ōe-jī : kok-sèng-hî). Les gens pensent que le nom chinois du poisson (虱目魚 ; sat-ba̍k-hî) a été donné par Koxinga, et son nom a été traduit en japonais en sabahī (サバヒー). Le poisson est nourri dans des fermes piscicoles situées sur la côte, près de la ville. De nombreux restaurants et échoppes ont des origines qui remontent à la dynastie Qing ou à la colonisation japonaise.
Dans Guo Hua Street (國華街), de nombreux restaurants et vendeurs de rues proposent de la cuisine locale, dont l’omelette aux huîtres, le gua bao (en) ou encore le popiah.

### Temples
Tainan est connu pour la diversité et le nombre élevé de temples qu’on trouve dans la ville. Certains ne se trouvent qu'à Tainan. Parmi tous, sept sont officiellement considérés comme bouddhistes et huit comme taoïstes. En 2015, Tainan comptait plus de temples que n’importe quelle autre municipalité, ville ou comté de Taïwan, avec 1613 temples.
Les sept temples bouddhistes sont :
- Le temple Kaiyuen, à l’origine le jardin royal du royaume de Tungning, devenu temple en 1690
- Le temple Zhuxi, fondé sous le royaume Tungning
- Le temple Fahua, fondé sous le royaume Tungning
- Le temple Mituo, fondé sous le royaume Tungning
- Le temple Longshan, fondé sous la dynastie Qing
- Le temple Chongqing, fondé sous la dynastie Qing
- Le temple Huangbo, fondé sous la dynastie Qing mais démoli par les Japonais. Les statues sacrées ont été transférées au temple de l’autel céleste.

Les huit temples taoïstes sont :
- Le grand temple de Matsu, en l’honneur de la déesse de la mer Mazu. À l’origine, résidence du roi Zhu Shugui (en) du royaume de Tungning
- Sidian Wumiao, le temple du dieu de la guerre, construit en 1665
- Dongyue Dian, le temple du dieu de l’enfer, construit en 1673
- Fuchenghuang Miao, le temple du dieu de la ville préfecture, construit en 1669
- Longwang Miao, sanctuaire du dieu dragon de la mer de l’est, construit en 1716 mais démoli par les Japonais
- Fengshen Miao, le temple du dieu du vent, construit en 1739. C’est le seul temple du dieu du vent de toute l’île de Taïwan
- Yaowang Miao, le temple du dieu de la médecine, construit en 1685
- Shuixian Gong, le temple des dieux aquatiques, construit sous la dynastie Qing après la construction du Go-tiau-kang.

Il existe de nombreux autres temples et sanctuaires très renommés, comme le temple Tianhou du district d’Anping (considéré comme le plus vieux de Taïwan), le temple de l’autel céleste, le temple Xilai…
Grâce à l’abondance de ses temples et sanctuaires, l’industrie de la décoration des temples est florissante à Tainan. Les ouvriers suivent une formation traditionnelle et prennent soin à transmettre ce savoir unique.

### Musique
Nanyin et Shisanyin sont les deux types de musique à avoir été introduits à Tainan. Nanyin est une musique de divertissement quand Shisanyin est produit lors des cérémonies confucéennes. Il y a deux clubs Nanyin à Tainan : Zhenshengshe, un club vieux de plus de 200 ans, dissous dans les années 1980 pour une dizaine d’années mais qui a revu le jour grâce à la mobilisation de jeunes générations de musiciens, et Nanshengshe, qui a vu le jour il y a une centaine d’années.
Les spectacles musicaux sont valorisés à Tainan : la ville a son propre orchestre chinois et son orchestre symphonique. Il y a également des groupes privés comme le Chimei Mandolin Performance Group, Chimei Philharmonic Orchestra, et le Chang Jung Christianity University Symphony Orchestra.

### Musées et parcs
Tainan possède un nombre élevé de musées et de parc. Le musée national de littérature de Taïwan se trouve dans l’ancien hôtel de ville. Le musée national de l'histoire de Taïwan est dans le district de Annan, le musée Chimei est dans le district de Rende, le parc national Taijiang longe la côte, le parc historique d’Anping comprend toute la vieille ville d’Anping et la partie nord du port d’Anping, et l’aire scénique nationale de Siraya inclut le réservoir Wusanto construit par Yoichi Hatta. Dans le centre-ville, de nombreux monuments datant du régime de Zheng, de la dynastie Qing ou de la colonisation japonaise sont toujours présents et préservés, dont le temple de Confucius, les deux portes de la ville et l’ancien hôtel de ville.

## Tourisme

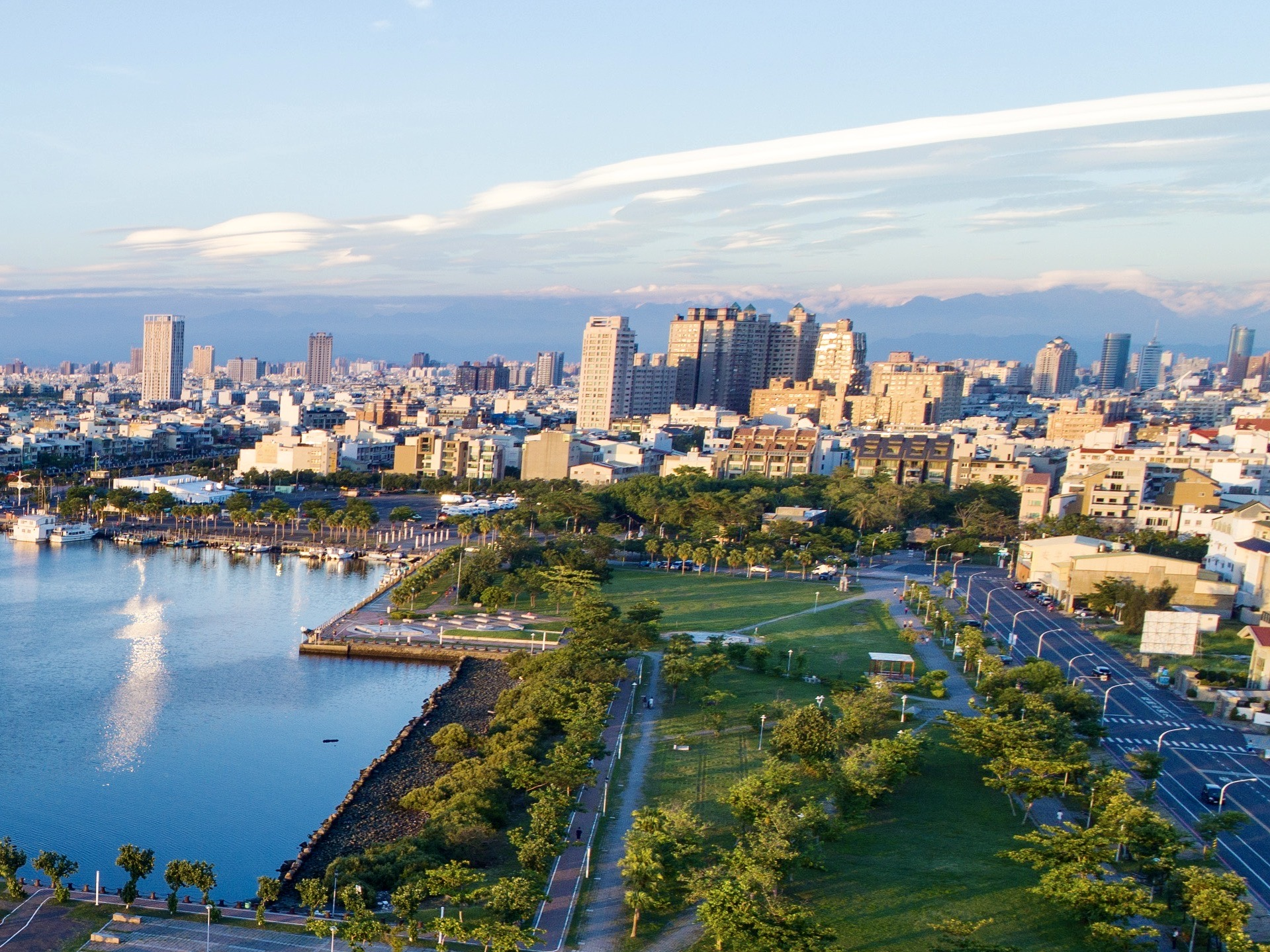
Skyline de Taïnan.

Grâce à son Histoire ancienne et ses nombreux festivals religieux, Tainan est une destination touristique de premier plan à Taïwan.

### Temple confucéen de Taïwan
Le temple confucéen de Taïwan a été construit en 1665 par Chen Ching, fils de Koxinga, afin d'accueillir les cours dispensés par des intellectuels. Il est le premier institut d'apprentissage pour les enfants de Taïwan quand l'île est gouvernée par la dynastie Qing. Il est donc aussi appelé la Première académie de Taïwan. Le temple est une attraction touristique populaire et est le gardien des anciennes cérémonies confucéennes, qui sont célébrées régulièrement.

### Musée national de l'histoire de Taïwan
Le musée national de l'histoire de Taïwan est localisé dans le district d’Annan. La construction du bâtiment d'exposition et d'éducation, commencée en 2009, s'est achevée le 29 octobre 2011. L'objectif principal du lieu est la préservation et la promotion des artefacts liés à l'histoire de Taïwan et d’apporter culture et connaissance à ses visiteurs.

### Musée national de littérature de Taïwan
Le musée national de littérature de Taïwan classe, préserve, expose et fait des recherches sur la littérature locale d’un point de vue multi-lingual et multi-ethnique. Le musée se trouve dans l'ancien hôtel de ville, construit en 1916 et d’une grande valeur historique.

### Fort Provintia
Fort Provintia a été construit en 1653 par les Néerlandais durant leur colonisation de Taïwan et a été conquis par Koxinga. Depuis 1945, le site est aussi connu comme la « tour Chihkan », une dérivation phonétique de « Sakam » (aussi écrit « Chakam » ou « Sakkam »).

### Achats et divertissements
Tainan étant une des plus grandes aires métropolitaines de Taïwan, elle a de nombreux centres commerciaux et de prestigieuses boutiques. Le Flower Night Market (en) est un des plus fameux marchés de nuit de l'île et est souvent considéré comme étant le plus grand, mais il n'est ouvert que trois jours par semaine : jeudi, samedi et dimanche.

## Climat
Tainan a un climat subtropical humide, tout proche cependant du sous-climat tropical humide-sec. La ville est caractérisée par une grande humidité et des températures élevées tout au long de l’année (bien qu’elles baissent en hiver), avec une saison des pluies (avril à septembre) et une saison sèche (octobre à mars).

## Urbanisme

### La grand-rue cruciforme
Le plus ancien plan de la ville a été imaginé par un colon néerlandais, Cornelis Jansz. L’archistecte Plockhoy met en place une large rue principale de 25-30 mètres de large (aujourd’hui Minquan Road Section 2) à travers la colonie et des routes transversales pour faciliter le développement agricole. L’implantation chinoise « Heliaogang Jie » (aujourd’hui Zhongyi Road) a plus tard coupé la route néerlandaise de Provintia pour former Shizi Dajie (十字大街), la grand-rue cruciforme. Avec la chute de la dynastie Ming, de nombreux migrants rejoignent la colonie. La population chinoise passe de 5 000 à 35 000 âmes entre 1640 et 1661, poussant les fermiers, chasseurs, commerçants et artisans à se regrouper sur la rue cruciforme.
Les traditions chinoises faisant que chaque région et métier prie un dieu taoïste particulier, la ville se développe en quartiers, chacun ayant en son centre son propre temple. Aujourd’hui, après 300 ans de migrations chinoises, la ville est devenue une vitrine de la richesse des croyances taoïstes et bouddhistes. Même si la ville s’est transformée fortement depuis la fin du XIXe siècle, les temples ont survécu grâce à l’attention que leur portent les habitants. Certains centres administratifs des origines sont devenus des temples pour des raisons aussi bien politiques que sociales. Un bâtiment administratif du royaume de Tungning est devenu un temple de la déesse de la mer, et le lieu où étaient faites les cérémonies en l’honneur des Cieux est maintenant l’Autel du Temple céleste. Fort Provintia, un des deux forts néerlandais de Tainan, possède maintenant un temple du dieu de la mer et autre du dieu de l’apprentissage à son sommet, mêlant les architectures occidentales et orientales. De nombreux monuments historiques et religieux des Chinois Han se trouvent près de la vieille rue cruciforme, dont le centre est le fort Provintia.

### Programme de développement japonais
L’urbanisme de Tainan moderne est le résultat des programmes de développement urbains portés par le gouvernement colonial japonais. Le centre de la ville est conçu sur un modèle baroque, similaire à la rénovation haussmannienne de Paris, reliant les lieux principaux à travers un système de larges rues et de cinq places faisant office de carrefours giratoires. Parmi ces places, le parc Taishō (大正公園, aujourd’hui le parc mémoriel Tang Te-chang) est le point de passage le plus important. La place est entourée par l’hôtel de ville, la brigade des pompiers et le bureau météorologique. Elle est reliée à nombre d’avenues menant à la gare, à l’aéroport, aux bases militaires, et aux docks. Avec à proximité le commissariat et le tribunal, cette aire montre la puissance du gouvernement colonial sur la ville. Le quartier financier est situé à Shirokanechō (白金町) et à Ōmiyachō (大宮町), entre le parc Taishō et l’actuelle Zhongzheng Road. C’était la rue la plus animée de la ville sous la période japonaise et jusqu’au milieu des années 1990. De nombreux bâtiments historiques au style colonial baroque de l’ère japonaise se trouvent dans cette partie de la ville.

### Ceintures des trois anneaux
Un système de trois ceintures a été adopté par le gouvernement provincial : l’anneau du boulevard vert, l’anneau bleu et le système routier Zhonghua. L’anneau du boulevard vert et le système routier Zhonghua ont été proposés en 1937 par le gouvernement colonial japonais.
Le boulevard vert est une réponse japonaise au concept de cité-jardin qui se répand dans les plans d’urbanismes du début du XXe siècle. Ce réseau connecte le parc Shuipingwen à l’ouest, le parc Tainan au nord, l’Université nationale Cheng Kung à l’est et le complexe athlétique au sud. Le réseau Zhonghua Road est un système routier en artères, permettant de relier toutes les zones majeures de développement qui entourent la vieille ville. La ceinture bleue a été créée après la fin de la cinquième aire de développement, un projet visant à combler le lit majeur du vieux lagon Taijiang et étendre le canal Anping creusé par les Japonais jusqu’au lagon Kunshen afin de former une île artificielle, Nouvel Anping. Contrastant avec le centre-ville, de nombreux hauts buildings sont construits le long de ces trois anneaux.

### La région sud du fleuve
Par-delà le centre-ville, la ville de Tainan peut être divisée en deux : la région sud du fleuve et la région nord du fleuve, délimitées par la rivière Zengwen (en).
La région sud du fleuve appartient à l’aire métropolitaine de Tainan. Des villes satellites sont réparties dans toute la région selon un schéma radial partant du centre-ville. Le parc scientifique du sud de Taïwan et le campus de Tainan sont situés au nord de cette région. D’après le Conseil pour la planification économique et le développement, la région devrait être amenée à s’étendre à cause de l’étalement urbain.

### La région nord du fleuve
Il s’agit d’un des centres agricoles majeurs de Taïwan. La région possède plusieurs pôles importants, certains étant aussi vieux que la ville de Tainan. Il s’agit de Xinying, Yujing, Jiali et Madou.
C’était à XInying qu’était le siège de l’ancien gouvernorat du comté de Tainan, et maintenant la ville sert de centre administratif pour la région. Yujing est un centre régional pour les districts montagneux de l’est de la ville, connu pour ses mangues et pour être le lieu où s’est produit l’incident Tapani. Jiali est le centre régional de la côte, et c’était là que vivait la sous-tribu Soelangh. Près de la rive de la rivière Zengwen, Madou est le centre régional de la plaine, anciennement lieu de vie de la sous-tribu Mattauw.

## Gouvernement et politique
La ville de Tainan est une municipalité spéciale, ce qui est le plus haut niveau que puisse atteindre un gouvernement local sous les lois de la république de Chine. La ville est dirigée par un maire élu et supervisée par le conseil municipal. Ses subdivisions qu ou districts n’ont aucune autonomie et ne sont rien d’autre que des divisions purement administratives.
Actuellement il y a deux centres administratifs, un dans le district d’Anping et un autre dans le district de Xinying. Ils sont respectivement les sièges de l’ancienne province de Tainan et de l’ancien comté de Tainan. Les centres administratifs s’occupent des affaires de la ville et du développement, comme l’éducation ou l’urbanisme.
La ville est vue comme un bastion du Parti démocrate progressiste (DPP) surtout dans les élections nationales, bien qu’avant la fusion, le Kuomintang (KMT) ait toujours eu le plus de sièges dans le conseil de la province de Tainan et qu’il ait remporté l’élection présidentielle de 2008 d’une courte tête dans la ville. De l’autre côté, le DPP a toujours dominé l’ancien comté de Tainan. Durant la première élection municipale après la fusion, le DPP a dominé est William Lai, un ancien membre du Yuan législatif, est devenu maire en 2010.

### Maires
En 2001, Hsu Tain-tsair (en), du Parti démocrate progressiste, est élu avec 43 % des votes. Son plus proche rival était le candidat du Kuomintang Chen Rong-sheng, qui a recueilli 37 % des suffrages. En 2005, Hsu est réélu avec 46 % des voix, quand Chen en avait 41 %. En 2010, William Lai du DPP est élu maire. Cependant, après que Lai a été nommé Premier ministre de la république de Chine en septembre 2017, la position de maire est revenue à Li Meng-yen.

### Districts administratifs
Tainan possède 37 districts, soit la deuxième plus haute concentration de districts après Kaohsiung.

## Économie

### Industrie
Autrefois dépendante de son industrie traditionnelle, la région s’est métamorphosée en un hub majeur des industries de nouvelles technologies après la création du parc scientifique du sud de Taïwan en 1995. Opto-électronique, circuits intégrés, énergie propre et biotechnologie sont les industries dominantes. Les entreprises présentes sont, entre autres, InnoLux Corporation (en), United Microelectronics et TSMC. Avec la création du parc technologique de Tainan, du parc Shugu LCD et du parc technologique Yonkang, la ville est devenue un centre majeur pour l’industrie d’opto-électronique à Taïwan, avec une chaîne d’approvisionnement complète.
Tainan joue toujours un rôle important dans l’automobile, la préparation des aliments, le textile, le plastique et les industries traditionnelles. Les entreprises notables incluent Uni-President, Chi Mei (en) et Tainan Spinning, qui ont leurs quartiers généraux dans la ville.

### Agriculture
L’agriculture est importante pour la ville, surtout dans la région nord du fleuve. La pêche et les fermes piscicoles sont des activités très bien implantées sur la côte, quand les exploitations rizicoles et fruitières façonnent les paysages de la région agricole intérieure. La ville est connue pour son poisson-lait, ses huîtres, son riz, ses mangues, son sucre de canne, son pomelo, ses ananas et son lotus. Un centre de recherche agricole publique a été établi dans le district de Xinhua pour assurer la compétitivité des cultures. Le quartier-général du Centre mondial des légumes, une ONG qui améliore la qualité des cultures dans les pays les plus pauvres, se trouve dans le district de Shanhua.
Auparavant dominants, les productions de sel et de sucre déclinent fortement. Taiyen corporation (sel taïwanais) et Taiwan Sugar Corporation, dont les sièges sont à Tainan, ont dû se reconvertir vers les biotechnologies, l’agriculture, la vente au détail et le tourisme.

### Vente au détail
La vente au détail et les services sont les deux plus importants pourvoyeurs d’emplois de Tainan, faisant travailler 52 % de la population active en 2010. Le centre-ville accueille cinq centres commerciaux : deux Shin Kong-Mitsukoshi, deux FE21 et un Focus square. Par-delà du centre, il y a plusieurs quartiers commerçants, notamment à l’est, au nord et dans le district de Yongkang. T.S. Mall (initialement nommé « T.S. Dream Mall ») est un projet commun entre Uni-President et Tainan Spinning Ltd. Il est le plus grand centre commercial de la ville à son ouverture le 12 février 2015, incluant en son sein le nouveau siège de Tainan Spinning et un hôtel cinq étoiles.

## Transports

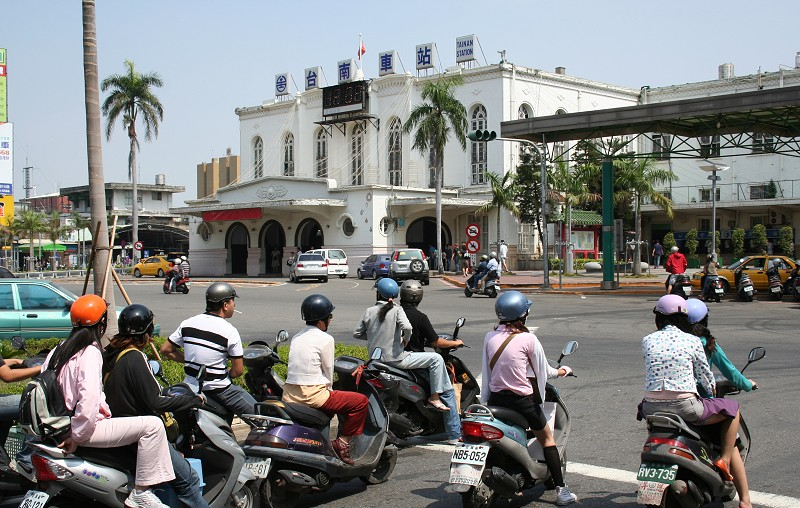
Une nuée de scooters devant la gare principale de Tainan.

### Ferroviaire
La gare de Tainan (en) est un arrêt majeur de la ligne Ouest (en) de l’Administration ferroviaire de Taïwan (en), avec des connexions directes pour Taipei, Kaohsiung, Taichung, Hsinchu et Keelung. Il existe aussi des trains locaux qui permettent d’atteindre des destinations plus proches.
La gare du train à grande vitesse est située à l’écart du centre-ville, dans le district de Gueiren, accessible depuis le centre-ville grâce la ligne Shalun ou deux navettes. Le train à grande vitesse permet de rejoindre Taïpei en 90 minutes.

### Transports publics
Le plan initial de la construction d’un métro à Tainan a été abandonné à cause des coûts élevés de construction et de la grande de l’insuffisance de passagers. L’amélioration des réseaux ferrés déjà implantés et des lignes de bus est considéré comme prioritaire.
Tainan a trois opérateurs majeurs de bus. Ils sont Singing Bus Co., Shinan Buses et Kaohsiung Buses, opérants respectivement dans la région nord du fleuve, sur les routes intercités et les routes métropolitaines. En 2012, la mairie a appelé à restructurer les itinéraires de Singing Bus et Shinan Buses afin de créer un réseau unifié. Ce nouveau réseau, entré en fonctionnement en 2013, a six itinéraires principaux et huit échangeurs principaux. Des itinéraires principaux, 66 itinéraires secondaires desservent les communautés locales.
La ville dispose d'un réseau de bus repérables à leurs couleurs : lignes bleue, rouge, jaune, verte, marron, jaune et rouge. À l'intérieur de la ville, les bus sont numérotés de 1 à 21. Les bus 88 et 99 relient les destinations touristiques

### Route
L’autoroute nationale 1 et 3 sont proches l’une de l’autre et relient la ville elle-même. Tainan possède un total de 142,9 kilomètres d’autoroutes, aussi bien nationales que locales et rurales.

### Aérien
L’aéroport de Tainan (TNN) est situé dans le district sud, à seulement six kilomètres du centre-ville. En tant qu’aéroport régional, il assure aussi bien des vols intérieurs qu’internationaux, à destination de Hong Kong, Hô Chi Minh-Ville, Kinmen, Magong et Osaka. Il est le troisième aéroport pour les vols intérieurs de Taïwan après ceux de Taipei Songshan et de Kaohsiung. Les pistes sont partagées avec la base aérienne militaire qui abrite une escadre de chasseurs Ching-Kuo.

## Enseignement supérieur
- Université nationale Cheng Kung
- Université chrétienne Chang Jung (en)
- Université nationale de Tainan (en)
- Université nationale des arts de Tainan (en)

## Personnes célèbres nées à Tainan
- Ang Lee (李安), metteur en scène
- Chien-Ming Wang (王建民), lanceur des Yankees de New York.
- Chin-Feng Chen (陳金鋒), premier taïwanais à jouer dans la Ligue majeure de baseball.
- O Meien (Wang Mingyuan), joueur de go (weiqi).
- Chou Tzu-yu plus jeune membre du girl group sud-coréen Twice.
- Jen-Hsun "Jensen" Huang, PDG de Nvidia.
- Momofuku Andō (安藤百福), fondateur du groupe Nissin Foods.
- Tsai Jui-yueh, danseuse, chorégraphe et pédagogue.

## Jumelages
- Monterey (Californie), États-Unis (1965)
- Gwangju, Corée du Sud (1968)
- San Jose, Californie, États-Unis (1977)
- Kansas City, Missouri, États-Unis (1987)
- Pasay, Philippines (1980)
- Cavite, Philippines (1980)
- Tagaytay, Philippines (1980)
- Trece Martires, Philippines (1980)
- Columbus, Ohio, États-Unis (1980)
- Kinmen, Taïwan (1981)
- Santa Cruz de la Sierra, Bolivie (1981)
- Port Elizabeth, Afrique du Sud (1982)
- Orlando, Floride, États-Unis (1982)
- Gold Coast, Australie (1982)
- Fairbanks, Alaska, États-Unis (1983)
- Oklahoma City, Oklahoma, États-Unis (1986)
- Huntsville, Alabama, États-Unis (1986)
- Carbondale, Illinois, États-Unis (1991)
- Louvain, Belgique (1993)
- Ra'anana, Israël (1999)
- Zacapa, Guatemala (2003)
- Elbląg, Pologne (2004)
- Ribe, Danemark (2005)
- Keçiören, Turquie (2005)
- Cagayán de Oro, Philippines (2005)
- La Nouvelle-Orléans, États-Unis（2022）
- Béziers, France (2023)